# Kenjirō Shinozuka
Kenjirō Shinozuka (篠塚建次郎?, Shinozuka Kenjirō; Tokyo, 20 novembre 1948 – Suwa, 18 marzo 2024) è stato un pilota di rally giapponese, specializzato nei rally raid, vincitore una edizione del Rally Dakar (1997).

## Biografia
Pilota ufficiale del team Mitsubishi già nel Campionato del mondo rally (esordio al Safari Rally del 1976), ebbe due successi entrambi al Rally della Costa d'Avorio (1991 e 1992).
Il successo nel rally mondiale del 1991, a 43 anni e navigato dal britannico John Meadows, fu il primo per un pilota nipponico.
In seguito specializzatosi in rally raid, segnò tredici piazzamenti nella top ten del Rally Dakar. Vinse la maratona africana nel 1997 navigato da Henry Magne.

## Palmarès

### Rally Dakar
| Anno | Categoria | Mezzo                       | Navigatore  | Pos. |
| ---- | --------- | --------------------------- | ----------- | ---- |
| 1986 | Auto      | Mitsubishi Pajero           |             | 47º  |
| 1987 | Auto      | Mitsubishi Pajero           |             | 3º   |
| 1988 | Auto      | Mitsubishi Pajero           | Henri Magne | 2º   |
| 1989 | Auto      | Mitsubishi Pajero           | Henri Magne | 6º   |
| 1990 | Auto      | Mitsubishi Pajero           | Henri Magne | 5º   |
| 1991 | Auto      | Mitsubishi Pajero           | Henri Magne | Rit. |
| 1992 | Auto      | Mitsubishi Pajero           | Henri Magne | 3º   |
| 1993 | Auto      | Mitsubishi Pajero           | Henri Magne | 5º   |
| 1994 | Auto      | Mitsubishi Pajero           | Henri Magne | Rit. |
| 1995 | Auto      | Mitsubishi Pajero           | Henri Magne | 3º   |
| 1996 | Auto      | Mitsubishi Pajero           | Henri Magne | 17º  |
| 1997 | Auto      | Mitsubishi Pajero Evolution | Henri Magne | 1º   |
| 1998 | Auto      | Mitsubishi Pajero Evolution | Henri Magne | 2º   |
| 1999 | Auto      | Mitsubishi Pajero Evolution | Henri Magne | 4º   |
| 2000 | Auto      | Mitsubishi Pajero Evolution |             | Rit. |
| 2001 | Auto      | Mitsubishi Pajero Evolution |             | 30º  |
| 2002 | Auto      | Mitsubishi Pajero Evolution |             | 2º   |
| 2003 | Auto      | Mitsubishi Pajero Evolution |             | Rit. |
| 2004 | Auto      | Mitsubishi Pajero Evolution |             | Rit. |
| 2005 | Auto      | Mitsubishi Pajero Evolution |             | Rit. |
| 2007 | Auto      | Mitsubishi Pajero Evolution |             | 59º  |

### Altri risultati
1991
- al Rally della Costa d'Avorio

1992
- al Rally della Costa d'Avorio

1998
- all'Italian Baja
- al Rally di Tunisia
- all'Abu Dhabi Desert Challenge

1999
- all'Italian Baja
- al Rally di Tunisia
- all'Abu Dhabi Desert Challenge

2000
- all'Abu Dhabi Desert Challenge

## Risultati nel WRC
| 1976 | Scuderia | Vettura           |  |  |  |   |  |  |  |  |  |  |  |  |  |  |  |  | Punti | Pos. |
| ---- | -------- | ----------------- |  |  |  | - |  |  |  |  |  |  |  |  |  |  |  |  | ----- | ---- |
| 1976 |          | Mitsubishi Lancer |  |  |  | 6 |  |  |  |  |  |  |  |  |  |  |  |  |       |      |

| 1977 | Scuderia               | Vettura                |  |  |  |    |  |  |  |   |  |  |  |  |  |  |  |  | Punti | Pos. |
| ---- | ---------------------- | ---------------------- |  |  |  | -- |  |  |  | - |  |  |  |  |  |  |  |  | ----- | ---- |
| 1977 | Colt Motor Sports Club | Mitsubishi Colt Lancer |  |  |  | 10 |  |  |  | 6 |  |  |  |  |  |  |  |  |       |      |

| 1981 | Scuderia           | Vettura                  |  |  |    |  |  |  |  |  |  |  |  |  |  |  |  |  | Punti | Pos. |
| ---- | ------------------ | ------------------------ |  |  | -- |  |  |  |  |  |  |  |  |  |  |  |  |  | ----- | ---- |
| 1981 | Yokohama Rubber Co | Ford Escort RS 1800 MKII |  |  | 10 |  |  |  |  |  |  |  |  |  |  |  |  |  | 1     | 63º  |

| 1988 | Scuderia            | Vettura                |  |  |  |  |  |  |  |     |  |  |  |  |    |  |  |  | Punti | Pos. |
| ---- | ------------------- | ---------------------- |  |  |  |  |  |  |  | --- |  |  |  |  | -- |  |  |  | ----- | ---- |
| 1988 | Mitsubishi Ralliart | Mitsubishi Galant VR-4 |  |  |  |  |  |  |  | Rit |  |  |  |  | 26 |  |  |  | 0     |      |

| 1989 | Scuderia                                            | Vettura                |  |  |    |  |  |   |   |  |  |   |  |  |  |  |  |  | Punti | Pos. |
| ---- | --------------------------------------------------- | ---------------------- |  |  | -- |  |  | - | - |  |  | - |  |  |  |  |  |  | ----- | ---- |
| 1989 | Mitsubishi Ralliart Europe e Mitsubishi Oil Citizen | Mitsubishi Galant VR-4 |  |  | 18 |  |  | 7 | 6 |  |  | 7 |  |  |  |  |  |  | 14    | 24º  |

| 1990 | Scuderia               | Vettura                |  |  |   |  |  |  |  |  |  |  |     |  |  |  |  |  | Punti | Pos. |
| ---- | ---------------------- | ---------------------- |  |  | - |  |  |  |  |  |  |  | --- |  |  |  |  |  | ----- | ---- |
| 1990 | Mitsubishi Oil Citizen | Mitsubishi Galant VR-4 |  |  | 5 |  |  |  |  |  |  |  | Rit |  |  |  |  |  | 8     | 27º  |

| 1991 | Scuderia                | Vettura                |  |  |  |   |  |  |  |  |  |  |  |   |  |  |  |  | Punti | Pos. |
| ---- | ----------------------- | ---------------------- |  |  |  | - |  |  |  |  |  |  |  | - |  |  |  |  | ----- | ---- |
| 1991 | Mitsubishi Oil Ralliart | Mitsubishi Galant VR-4 |  |  |  | 8 |  |  |  |  |  |  |  | 1 |  |  |  |  | 23    | 11º  |

| 1992 | Scuderia                                      | Vettura                |  |  |  |    |  |  |  |  |  |  |  |   |  |  |  |  | Punti | Pos. |
| ---- | --------------------------------------------- | ---------------------- |  |  |  | -- |  |  |  |  |  |  |  | - |  |  |  |  | ----- | ---- |
| 1992 | Mitsubishi Oil Ralliart e Mitsubishi Ralliart | Mitsubishi Galant VR-4 |  |  |  | 10 |  |  |  |  |  |  |  | 1 |  |  |  |  | 21    | 14º  |

| 1993 | Scuderia                | Vettura                 |  |  |  |     |  |  |  |  |  |  |  |  |  |  |  |  | Punti | Pos. |
| ---- | ----------------------- | ----------------------- |  |  |  | --- |  |  |  |  |  |  |  |  |  |  |  |  | ----- | ---- |
| 1993 | Mitsubishi Oil Ralliart | Mitsubishi Lancer Evo I |  |  |  | Rit |  |  |  |  |  |  |  |  |  |  |  |  | 0     |      |

| 1994 | Scuderia            | Vettura                 |  |  |   |  |  |  |  |  |  |  |  |  |  |  |  |  | Punti | Pos. |
| ---- | ------------------- | ----------------------- |  |  | - |  |  |  |  |  |  |  |  |  |  |  |  |  | ----- | ---- |
| 1994 | Mitsubishi Ralliart | Mitsubishi Lancer Evo I |  |  | 2 |  |  |  |  |  |  |  |  |  |  |  |  |  | 15    | 13º  |

| 1996 | Scuderia                      | Vettura                   |  |   |  |  |  |  |  |  |  |  |  |  |  |  |  |  | Punti | Pos. |
| ---- | ----------------------------- | ------------------------- |  | - |  |  |  |  |  |  |  |  |  |  |  |  |  |  | ----- | ---- |
| 1996 | Mitsubishi Lancer Dealer Team | Mitsubishi Lancer Evo III |  | 6 |  |  |  |  |  |  |  |  |  |  |  |  |  |  | 6     | 20º  |

| 1997 | Scuderia            | Vettura                   |  |  |  |  |  |  |  |  |  |  |  |  |     |  |  |  | Punti | Pos. |
| ---- | ------------------- | ------------------------- |  |  |  |  |  |  |  |  |  |  |  |  | --- |  |  |  | ----- | ---- |
| 1997 | Mitsubishi Ralliart | Mitsubishi Lancer Evo III |  |  |  |  |  |  |  |  |  |  |  |  | Rit |  |  |  | 0     |      |

| Legenda | 1º posto | 2º posto | 3º posto | A punti | Senza punti | Ritirato | Squalificato | NP=Non partito C=Gara cancellata | Apice=Power stage |